# Zdrawnica (przystanek kolejowy)
Zdrawnica (ros. Здравница) – przystanek kolejowy w miejscowości Pierchuszkowo, w rejonie odincowskim, w obwodzie moskiewskim, w Rosji. Położony jest na linii Moskwa – Mińsk – Brześć.